# SafeFlame технология сварки
SafeFlame — технология сварки, при которой для сварочного пламени используется  горение пламени  водорода и кислорода. В отличие от водородной сварки, используемые газы получаются путём электролиза воды, а затем смешивается и поджигается при выходе из сопла горелки. Технология является более безопасной, чем традиционные с использованием ацетилена и пропана, потому что такого топлива нет необходимости в  баллонах с газом,  которые могут взорваться при несоблюдении условий их хранения и использования.
Специальная подборка пропорций газов позволяет подбирать для разных целей различные типы газового пламени. Пламя может быть стехиометрическим (состав точно соответствует количественному содержанию веществ, соединяемых друг с другом при реакции горения), малым или большим.

## История
Проект по SafeFlame технологии сварки финансировался Европейским Союзом.

## Применение
Технология SafeFlame технологии сварки используется в самых разнообразных целях,  поскольку длина и температура пламени и его температура могут быть отрегулированы путём изменения мощности, подаваемой на электролизер.

## Экономика
SafeFlame технологии свойственны низкие эксплуатационные расходы.  Топливо для SafeFlame технологии производится в процессе варки. Нет необходимости покупать кислород и водород.  Сварочный аппарат SafeFlame работает на воде. Расход воды низок. Для этого процесса требуется только электрический ток, нет необходимости приобретения, транспортировки или хранения горючих газов.
SafeFlame технология применяется в около 1000 предприятий, на которых в Европе занято около 125 000 человек. Оборот этих предприятий составляет около  €20 миллиардов.
Технология исключает затраты на страхование, связанные с транспортировкой газовых баллонов.